# Литва на Чемпіонаті світу з легкої атлетики 2017
Литва на Чемпіонаті світу з легкої атлетики 2017, що проходив з 4 по 13 серпня 2017 року в Лондоні (Велика Британія) була представлена 15 спортсменами.

## Медалісти
| Медаль | Спортсмен     | Змагання      | Дата     |
| ------ | ------------- | ------------- | -------- |
| Золото | Андрюс Гуджюс | Метання диска | 5 серпня |

## Результати

### Чоловіки
Трекові і шосейні дисципліни
| Спортсмен         | Дисципліна   | Забіги    | Забіги | Півфінал  | Півфінал | Фінал     | Фінал |
| Спортсмен         | Дисципліна   | Результат | Місце  | Результат | Місце    | Результат | Місце |
| ----------------- | ------------ | --------- | ------ | --------- | -------- | --------- | ----- |
| Ремігіюс Канчис   | Марафон      | Н/Д       | Н/Д    | Н/Д       | Н/Д      |           |       |
| Ігнас Брасевічіус | Марафон      | Н/Д       | Н/Д    | Н/Д       | Н/Д      |           |       |
| Маріус Жукас      | Ходьба 20 км | Н/Д       | Н/Д    | Н/Д       | Н/Д      |           |       |
| Артурас Мастяніца | Ходьба 50 км | Н/Д       | Н/Д    | Н/Д       | Н/Д      |           |       |

Технічні дисципліни
| Спортсмен         | Дисципліна    | Кваліфікація | Кваліфікація | Фінал     | Фінал |
| Спортсмен         | Дисципліна    | Результат    | Місце        | Результат | Місце |
| ----------------- | ------------- | ------------ | ------------ | --------- | ----- |
| Едіс Матусевічіус | Метання списа |              |              |           |       |
| Андрюс Гуджюс     | Метання диска | 67.01        | 2 Q          | 69.21 PB  | 1     |

### Жінки
Трекові і шосейні дисципліни
| Спортсмен                  | Дисципліна   | Забіги    | Забіги | Півфінал  | Півфінал | Фінал     | Фінал |
| Спортсмен                  | Дисципліна   | Результат | Місце  | Результат | Місце    | Результат | Місце |
| -------------------------- | ------------ | --------- | ------ | --------- | -------- | --------- | ----- |
| Егле Бальчюнайте           | 800 м        |           |        |           |          |           |       |
| Вайда Жусінайте            | Марафон      | Н/Д       | Н/Д    | Н/Д       | Н/Д      |           |       |
| Моніка Вайчукевічуте       | Ходьба 20 км | Н/Д       | Н/Д    | Н/Д       | Н/Д      |           |       |
| Живіле Вайцюкевічуте       | Ходьба 20 км | Н/Д       | Н/Д    | Н/Д       | Н/Д      |           |       |
| Брігіта Вірбалюте-Дімшіене | Ходьба 20 км | Н/Д       | Н/Д    | Н/Д       | Н/Д      |           |       |

Технічні дисципліни
| Спортсмен             | Дисципліна        | Кваліфікація | Кваліфікація | Фінал            | Фінал            |
| Спортсмен             | Дисципліна        | Результат    | Місце        | Результат        | Місце            |
| --------------------- | ----------------- | ------------ | ------------ | ---------------- | ---------------- |
| Айріне Пальшите       | Стрибки у висоту  |              |              |                  |                  |
| Довіле Дзіндзалетайте | Потрійний стрибок | 13.97        | 15           | Завершила виступ | Завершила виступ |
| Лівета Ясіунайте      | Метання списа     |              |              |                  |                  |
| Зінаіда Сендріуте     | Метання диска     |              |              |                  |                  |